# 通泉乡
通泉乡，是中华人民共和国黑龙江省绥化市明水县下辖的一个乡镇级行政单位。

## 行政区划
通泉乡下辖以下地区：
红光村、红星村、宏伟村、丰收村、富强村、五星村和永发村。